# Convoi QP 8
Le convoi QP 8 est le nom de code d'un convoi allié durant la Seconde Guerre mondiale. Il fait partie d'une série de convois destinés à ramener les navires alliés des ports soviétiques du nord vers les ports britanniques. Les Alliés cherchaient à ravitailler l'URSS qui combattait leur ennemi commun, le Troisième Reich. Les convois de l'Arctique, organisés de 1941 à 1945, avaient pour destination le port d'Arkhangelsk, l'été, et Mourmansk, l'hiver, via l'Islande et l'océan Arctique, effectuant un voyage périlleux dans des eaux parmi les plus hostiles du monde.
Il part de Mourmansk et arrive à Reykjavik. Il perd le cargo Isora, à la traîne et coulé par le destroyer allemand Friedrich Ihn.

## Composition
Le convoi QP 8 est composé de 15 cargos. Le 1er mars 1942, il quitte Mourmansk pour l'Islande. Jusqu'au 3 mars, il est accompagné par les destroyers soviétiques Gremjaschtschi et Gromki et les dragueurs de mines HMS Harrier et HMS Sharpshooter. L'escorte dans l'océan comprend les dragueurs de mines HMS Hazard et HMS Salamander et les corvettes HMS Oxlip et HMS Sweetbriar. Le croiseur HMS Nigeria se tient à distance.
| Nom              | Type  | Nationalité      | Poids en tonneaux | Note                                           |
| ---------------- | ----- | ---------------- | ----------------- | ---------------------------------------------- |
| Atlantic         | Cargo | Royaume-Uni      | 5414              |                                                |
| British Pride    | Cargo | Royaume-Uni      | 7106              |                                                |
| British Workman  | Cargo | Royaume-Uni      | 6994              |                                                |
| Cold Harbour     | Cargo | Panama           | 5010              |                                                |
| El Lago          | Cargo | Panama           | 4221              |                                                |
| Elona            | Cargo | Royaume-Uni      | 6192              |                                                |
| Empire Selwyn    | Cargo | Royaume-Uni      | 7167              |                                                |
| Explorer         | Cargo | Royaume-Uni      | 6235              |                                                |
| Friedrich Engels | Cargo | Union soviétique | 3972              |                                                |
| Isora            | Cargo | Union soviétique | 2815              | Coulé le 6 mars par le destroyer Friedrich Ihn |
| Larranga         | Cargo | États-Unis       | 3804              |                                                |
| Noreg            | Cargo | Norvège          | 7605              |                                                |
| Rewoluzioner     | Cargo | Union soviétique | 2900              |                                                |
| Tbilisi          | Cargo | Union soviétique | 7169              |                                                |
| West Nohno       | Cargo | États-Unis       | 5769              |                                                |

## Déroulement
Pour attaquer le convoi PQ 12, partent de Trondheim le cuirassé Tirpitz et les destroyers Paul Jacobi, Friedrich Ihn, Hermann Schoemann et Z 25. En raison de la mauvaise visibilité, les navires allemands ratent les convoi PQ 12 et QP 8. Seul le cargo Isora, à la traîne du convoi QP 8, est coulé par le destoyer allemand Z 14 Friedrich Ihn. En raison d'une forte tempête, le convoi est dissous le 9 mars. Le 11 mars, les cargos atteignent Reykjavik.